# Margolin (Pistole)
Die Margolin-Pistole (russisch: Пистолет Марголина Целевой Малокалиберный) ist eine Kleinkaliber-Sportpistole in den Kalibern .22 short und .22 lfB, die hauptsächlich für Wettkampfschießen in der Klasse 25m Standardpistole verwendet wird. Sie wurde Ende der 1940er Jahre entworfen.

## Geschichte
Die Pistole wurde von Michail Wladimirowitsch Margolin (1906–1975) konstruiert. Sie wurde ab 1948 produziert und bei der 36. Schießweltmeisterschaft 1954 in Caracas, Venezuela erstmals der Öffentlichkeit vorgestellt.